# Paolo Costella
Paolo Costella (Gènova, 19 de febrer de 1964) és un guionista i director de cinema italià. Ha col·laborat en més de setze pel·lícules des de 1987.

## Biografia
Costella va començar el 1984 com a ajudant de direcció, sovint per a Enrico Oldoini i escriu guions des de 1987. Va treballar com a periodista autònom i va començar a dirigir curtmetratges a mitjans de la dècada de 1990, seguits d'alguns episodis per a sèries de televisió el 1998. L'any següent va debutar al cinema. Van seguir altres treballs, com Pier Paolo Pasolini e la regione di un sogno, documental sobre Pier Paolo Pasolini, la sèrie de televisió Fratelli Benvenuti i el llargmetratge de 2010 A Natale mi sposo.

## Filmografia

### Guionista
- Bellifreschi, dirigida per Enrico Oldoini (1987)
- Bye Bye Baby, dirigida per Enrico Oldoini (1988)
- La carne, dirigida per Marco Ferreri (1991)
- Ricky & Barabba, dirigida per Christian De Sica (1992)
- I love Ornella Muti (1995)
- Dio vede e provvede, codirigida amb Enrico Oldoini(1996) - (serie tv)
- L'amore era una cosa meravigliosa (1999)
- Tutti gli uomini del deficiente (1999)
- La fidanzata di papà, dirigida per Enrico Oldoini (2008)
- Un coccodrillo per amico, dirigida per Francesca Marra (2009) - (film tv)
- Fratelli Benvenuti (2010) - (serie tv)
- A Natale mi sposo (2010)
- Baciato dalla fortuna (2011)
- Natale a 4 zampe (2012) - (film tv)
- Matrimonio al Sud (2015)
- Perfetti sconosciuti, dirigida per Paolo Genovese (2016)
- Un Natale al Sud, dirigida per Federico Marsicano (2016)
- A casa tutti bene, dirigida per Gabriele Muccino (2018)
- Gli anni più belli, dirigida per Gabriele Muccino (2020)
- Per tutta la vita (2021)
- Supereroi, dirigida per Paolo Genovese (2021)
- Vicini di casa (2022)

### Director
- I Love Ornella Muti (1995)
- Dio vede e provvede (1996) – (serie tv)
- Il commissario Raimondi (1998) – (miniserie tv)
- L'amore era una cosa meravigliosa (1999)
- Tutti gli uomini del deficiente (1999)
- Pier Paolo Pasolini e la ragione di un sogno (2001) – (documental)
- Amore con la S maiuscola (2002)
- La libertà di Jaana (2005) – (documental)
- Fratelli Benvenuti (2010) – (serie tv)
- A Natale mi sposo (2010)
- Baciato dalla fortuna (2011)
- Natale a 4 zampe (2012) – (film tv)
- Matrimonio al Sud (2015)
- Per tutta la vita (2021)
- Vicini di casa (2022)

## Premi
- 2016 - Millor guió al Tribeca Film Festival per "Perfetti sconosciuti"
- 2016 - Millor guió al Festival Internacional de Cinema del Caire per "Perfetti sconosciuti"
- 2016 - David di Donatello al millor argument per "Perfetti sconosciuti"
- 2016 - Ciak d'oro al millor guió per "Perfetti sconosciuti"[4]